# Żeglarstwo na Letnich Igrzyskach Olimpijskich 1908 – klasa 12 metrów
Zawody w żeglarskiej klasie 12 metrów podczas IV Letnich Igrzysk Olimpijskich odbyły się w dniach 11–12 sierpnia 1908 roku na wodach Firth of Clyde.

## Informacje ogólne
Do zawodów zgłosiły się dwa brytyjskie jachty, które rywalizowały na dwudziestosześciomilowej trasie.
W regatach triumfował jacht Cobweb, w obu wyścigach pokonując Mouchette.

## Format zawodów
Zawody miały składać się z trzech wyścigów. Miejsca w klasyfikacji generalnej ustalane były na podstawie liczby zwycięstw w poszczególnych wyścigach. W przypadku remisu o kolejności decydowała liczba punktów, które były przyznawane za miejsca zajęte na mecie – pierwsza trójka otrzymywała odpowiednio trzy, dwa i jeden punkt, za zajęcie pozostałych miejsc punkty nie przysługiwały. W przypadku braku rozstrzygnięcia przeprowadzana była dogrywka między zainteresowanymi załogami.
Jako że Hera wygrała pierwsze dwa wyścigi, trzeci został odwołany.

## Wyniki
| Pozycja | Załoga | Jacht     | Wyścig I | Wyścig I | Wyścig II | Wyścig II | Ogółem     | Ogółem |
| Pozycja | Załoga | Jacht     | Czas     | Pozycja  | Czas      | Pozycja   | Zwycięstwa | Punkty |
| ------- | --- | --------- | -------- | -------- | --------- | --------- | ---------- | ------ |
| złoto   | Thomas Glen-Coats John Downes John Aspin John Buchanan James Bunten Arthur Downes David Dunlop John Mackenzie Albert Martin Thomas Tait                        | Hera      | 3:19:41  | 1        | 4:47:40   | 1         | 2          | 6      |
| srebro  | Charles MacIver James Kenion John Adam James Baxter William Davidson John Jellico Thomas Littledale Charles Ronald MacIver Colin McLeod Robertson James Spence | Mouchette | +01:40   | 2        | +01:02    | 2         | 0          | 4      |